# Epicypta dolabrata
Epicypta dolabrata är en tvåvingeart som beskrevs av Mitsuhiro Sasakawa 2005. Epicypta dolabrata ingår i släktet Epicypta och familjen svampmyggor. Inga underarter finns listade i Catalogue of Life.